# Cucumaria pallida
Cucumaria pallida is een zeekomkommer uit de familie Cucumariidae.
De wetenschappelijke naam van de soort werd in 1995 gepubliceerd door L. Kirkendale & P. Lambert.